# Everlasting Love (SKOOPの曲)
「Everlasting Love」（エヴァーラスティング・ラヴ）は、日本のR&BグループSKOOP（現Skoop On Somebody）が1998年12月2日にリリースした通算6枚目のシングル。

## 概要
フジテレビ系「プロ野球ニュース」ドキュメンタリーコーナーテーマ。2ndアルバム『Mood 4 Luv』からのリカットシングル。
曲前半を「unconditional love mix」、後半を「reprise」として収録。
コーラスには平井堅が参加している。
髙橋真梨子が『No Reason 〜オトコゴコロ〜』にてカバーしている。

## 収録曲
作詞・作曲・編曲：SKOOP（特記以外）
1. Everlasting Love (unconditional love mix)
2. Mood 4 Luv (MASTERS OF FUNK Flavor Remix)
  - 編曲：MASTERS OF FUNK
3. Everlasting Love (reprise)